# Ernest Read
Ernest Read (* 22. Februar 1879 in Guilford/Surrey; † 9. Oktober 1965 in London) war ein englischer Dirigent und Musikpädagoge.

## Wirken
Read wurde vor allem als Pionier auf dem Gebiet der Jugendsinfonieorchester bekannt. Er gründete 1926 das London Junior Orchestra, aus dem 1931 das bis in die Gegenwart aktive Ernest Read Symphony Orchestra (ERSO) hervorging. Seine Jugendorchester traten in Schulen, Konzerthallen und Studios der BBC auf. 1945 gründete er an der Royal Festival Hall die Albert Read Concerts for Children. An der Queenswood School führte er ab 1921 Kurse für rhythmische Erziehung nach Émile Jaques-Dalcroze ein, und er leitete die  London School of Dalcroze Eurythmics.  1956 wurde er zum Commander des Order of the British Empire ernannt.